# 阿富汗人口

阿富汗人口趨勢

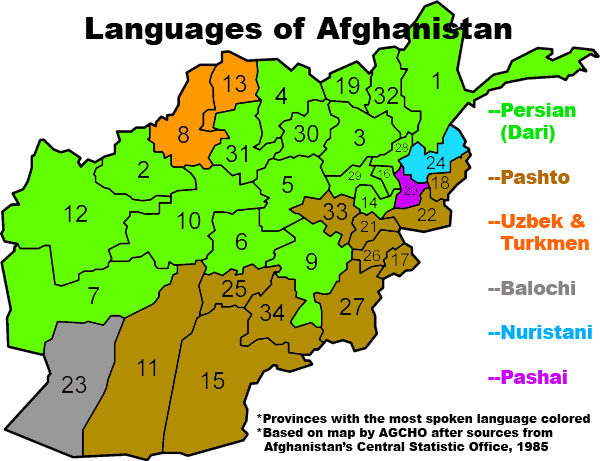
阿富汗的語言分布圖
50% 达里波斯語（阿富汗达里方言）
35% 普什圖語
8% 烏茲別克語
3% 土庫曼語
4% 俾路支語
2% 其他 (努里斯塔尼語, 波沙伊語, 布拉灰語, 等等....)

2019年，阿富汗人口約為37,135,635，其中包括約300萬在巴基斯坦和伊朗為難民的阿富汗公民。這個國家由多族裔和多語言的社會組成，反映了其跨越中亞、南亞和西亞之間歷史悠久的貿易與入侵的要衝的地理位置。
普什圖人是最主要的民族組成，大約佔了總人口數的四十二個百分比（42%）以及其他如：塔吉克人(27%)，哈扎拉族(9%)，烏茲別克人(9%)，艾马克人(4%)，土庫曼人(3%)，俾路支人(4%)，和其他少數民族(約4%)，共同組成了剩下人口的五十八個百分比（58%）。
阿富汗大約46％的人口不到15歲，而74％的阿富汗人生活在農村地區。阿富汗女性平均生育五個孩子，這是非洲外最高的生育率。據報告，2015年預期阿富汗人壽命為60.5歲。只有0.04％的人口患有艾滋病毒。
普什圖語和达里波斯語是該國的官方語言。達里語，被稱為阿富汗波斯語，用作通用語言。普什圖語廣泛用於興都庫什山脈以南的地區和鄰國巴基斯坦的印度河流域。烏茲別克語和土庫曼語是北方部分地區使用的較小語言。多種語言在全國各地都很普遍，尤其是在大城市。
伊斯蘭教是阿富汗99％以上公民的宗教。大約70％的人口是遜尼派，屬於哈納菲伊斯蘭教，而25％至35％的人是什葉派；大多數屬於第十二分支，伊斯瑪利斯人較少。其餘1％或更少的人為其他宗教，例如錫克教和印度教。除主要城市中的城市人口外，大多數人都按照部落和其他以血緣關係為基礎的組織，他們遵循自己的傳統風俗。
1979年阿富汗人口約為1550萬人。1979年到1983年底，因爲蘇聯入侵，約有500萬人離開該國，在鄰近的西北巴基斯坦和伊朗東部避難。這次外逃基本上不受任何政府的控制。1983年，阿富汗政府報告其總人口為1596萬，據推測其中包括外逃者。
估計在1979-2001年的各種戰爭中大約有60萬至200萬阿富汗人被殺害。這些數字值有爭論。預計到2050年，該國人口將達到8200萬。

## 歷史
阿富汗的第一次人口普查僅在1979年進行，但在此之前，在各個城市進行普查的嘗試都很分散。根據1876年的普查，喀布爾人口為140700人。1891年，坎大哈進行了人口普查，該城市居住人口為31 514人，男性16 064人，女性15 450人。

## 人口
总计:
- 37,135,635 (2019年)

年龄结构:
- 0-14岁: 44.6% (男性7,474,394; 女性7,121,145)
- 15-64岁: 53% (男性8,901,880; 女性8,447,983)
- 65岁以上: 2.4% (男性383,830; 女性409,144) (2008年)

年龄中位数:
- 共计: 17.6岁
- 男性: 17.6岁
- 女性: 17.6岁(2008年)

人口增长率:
- 2.626%(2008年)

出生率:
- 45.82/1,000 人(2008年)

死亡率:
- 19.56 /1,000 人(2008年)

净迁移率:
- 21/1,000 人(2005年)

性别比:
- 出生: 1.05 男性/女性
- 15岁以下: 1.05男性/女性
- 15-64岁: 1.05 男性/女性
- 65岁以上: 0.94 男性/女性
- 总计: 1.05 男性/女性 (2008年)

婴儿死亡率:
- 共计: 154.67/1,000出生婴儿
- 女性: 150.24/1,000出生婴儿(2008年)
- 男性: 158.88/1,000出生婴儿

平均寿命:
- 总计: 44.21岁
- 男性: 44.04岁
- 女性: 44.39岁(2008年)

总出生率:
- 6.58 婴儿/妇女 (2008年)

艾滋病成人流行率:
- 0.01% (2001年)

主要传染病：
- 危险程度：高
- 食品和水传播疾病：A型肝炎、伤寒、痢疾
- 细菌疾病：全国200米(公尺)以下高度，3月至11月為疟疾高发期
- 动物接触疾病：狂犬病

## 民族
普什图族占42%，塔吉克族占27%，哈扎拉族9%，乌兹别克族9%，艾马克族4%，土库曼族3%，俾路支族2%，其它4%，还有少数阿拉伯裔聖战者后人。

## 宗教
几乎全民信奉伊斯兰教，其中逊尼派穆斯林80%，什叶派穆斯林19%，其它1%。

## 语言
35%人口使用的普什图语和70%人口的通用语达里波斯语是官方语言，
其他还有11%人口使用的突厥语(主要乌兹别克族和土库曼族)，还有30种较小语言(主要是俾路支语和波沙语) 4%, 大多数人使用双语。
识字能力 (2015年):
- 定义: 15岁以上可以读写
- 女性: 24.2%
- 男性: 52.0%
- 总计: 38.2%